# Mallodeta consors
Mallodeta consors là một loài bướm đêm thuộc phân họ Arctiinae, họ Erebidae.